# Sint-Lambertuskerk (Kiewit)

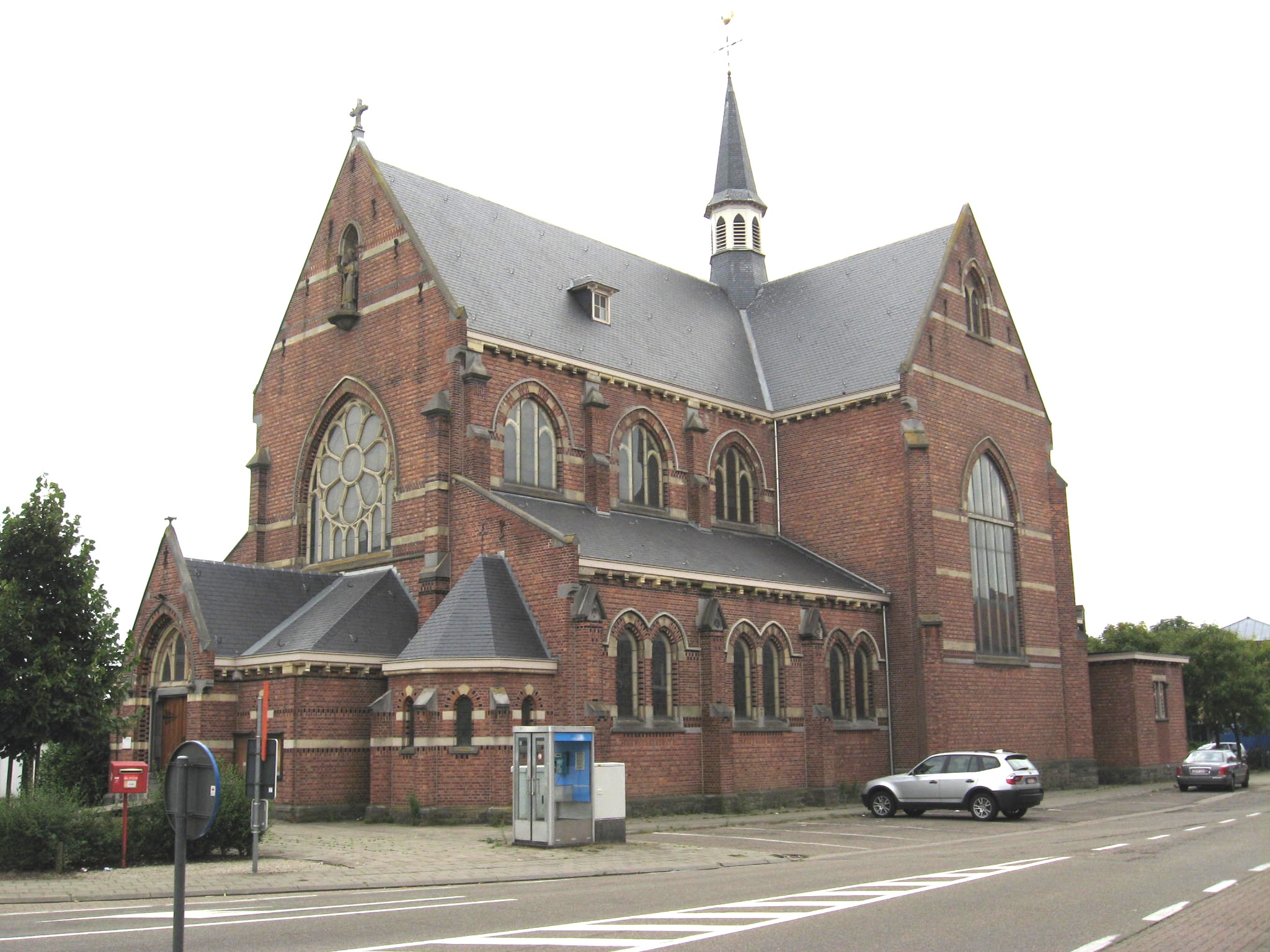
Sint-Lambertuskerk

De Sint-Lambertuskerk is de parochiekerk van Kiewit, gelegen aan de Kempische Steenweg bij het Belgische Hasselt.

## Geschiedenis
In de jaren '20 van de 20e eeuw begon Kiewit zich te ontwikkelen en ontstond de behoefte aan een eigen parochie. Vanaf 1925 kerkte men in een noodkerk, die tevens klaslokalen bevatte.
In 1927 was de eigen parochie een feit. In 1931 werd de pastorie betrokken. Ook werd in dit jaar een vergunning voor de bouw van een kerk aangevraagd. Architect P. Ulrix ontwierp deze kerk in neogotische stijl, naar voorbeeld van de parochiekerk van Tervant. In een toren was niet voorzien, vanwege de kosten. De kerk werd in 1935 ingewijd.
Tijdens de opmars van de geallieerden in 1944 werd de kerk zwaar beschadigd, maar hersteld.

## Gebouw
Het kerkgebouw is een bakstenen kruisbasiliek met vieringtorentje en een vooruitspringend portaal dat geflankeerd is door zijkapellen. Met natuursteen zijn banden ter versiering aangebracht. De kerk bezit een barokke biechtstoel uit omstreeks 1650, afkomstig uit de abdij van Herkenrode. De gebrandschilderde ramen (1957) werden vervaardigd door het Roermondse atelier L. van der Essen. Schilderij "O.L.V. ter Vleugelen" van de eerste vliegeniersbroederschap (voormalig vliegveld Kiewit).